# Eikonal
Als Eikonal (Altgriechisch εἰκών eikon = Bild, Abbild) wird in der geometrischen Optik die Strecke eines Lichtstrahls zwischen Ausgangs- und Endpunkt bezeichnet. Verwandt damit ist das Bruns-Eikonal.

## Von der Wellengleichung zum Eikonal
Die elektrische Feldstärke {\displaystyle {\vec {E}}} von Licht als elektromagnetischer Welle in einem Medium mit dem Brechungsindex {\displaystyle n} erfüllt die Wellengleichung mit dem Laplace-Operator {\displaystyle \Delta =\nabla ^{2}=\partial _{x}^{2}+\partial _{y}^{2}+\partial _{z}^{2}}:
{\displaystyle \nabla ^{2}{\vec {E}}-{\frac {n^{2}}{c^{2}}}{\frac {\partial ^{2}{\vec {E}}}{\partial t^{2}}}={\frac {\partial ^{2}{\vec {E}}}{\partial x^{2}}}+{\frac {\partial ^{2}{\vec {E}}}{\partial y^{2}}}+{\frac {\partial ^{2}{\vec {E}}}{\partial z^{2}}}-{\frac {n^{2}}{c^{2}}}{\frac {\partial ^{2}{\vec {E}}}{\partial t^{2}}}=0}
mit der Lichtgeschwindigkeit {\displaystyle c} im Vakuum. Für einfache harmonische Schwingungen mit der Kreisfrequenz {\displaystyle \omega }, bei denen eine beliebige Komponente von {\displaystyle {\vec {E}}} die Form {\displaystyle f(x,y,z){\text{e}}^{{\text{i}}\omega t}} hat, gilt die zeitunabhängige Gleichung
| {\displaystyle \nabla ^{2}f+n^{2}k^{2}f=0} |  | (1) |
| {\displaystyle \nabla ^{2}f+n^{2}k^{2}f=0} |  | (1) |
mit der Wellenzahl {\displaystyle k=2\pi /\lambda =\omega /c}. Für den Grenzfall kleiner Wellenlängen {\displaystyle \lambda } bzw. großer Wellenzahlen {\displaystyle k} sucht man eine Lösung dieser Gleichung durch eine näherungsweise ebene Welle
{\displaystyle f=u(x,y,z){\text{e}}^{{\text{i}}kL(x,y,z)}}
mit der langsam veränderlichen Amplitude {\displaystyle u(x,y,z)} und einem nur wenig von der Linearität abweichenden optischen Weglänge {\displaystyle L(x,y,z)} oder auch Eikonal genannt. Mit
{\displaystyle {\begin{aligned}\nabla f&=\left(\nabla u+{\text{i}}ku\nabla L\right){\text{e}}^{{\text{i}}kL(x,y,z)}\\\nabla ^{2}f&=\left[\nabla ^{2}u+2{\text{i}}k\nabla u\cdot \nabla L+{\text{i}}k\nabla ^{2}L-k^{2}u\left(\nabla L\right)^{2}\right]{\text{e}}^{{\text{i}}kL(x,y,z)}\end{aligned}}}
wird die zeitunabhängige Wellengleichung (1) zu
{\displaystyle k^{2}u(n^{2}-|\nabla L|^{2})+{\text{i}}k(u\nabla ^{2}L+2\nabla u\cdot \nabla L)+\nabla ^{2}u=0}
Nun ist {\displaystyle k} eine sehr große Zahl, solange also {\displaystyle u\nabla ^{2}L+2\nabla u\cdot \nabla L} und {\displaystyle \nabla ^{2}u} ausnahmsweise nicht zu groß werden, kann man sich auf das höchste Glied beschränken und erhält die Eikonalgleichung der geometrischen Optik
| {\displaystyle \|\nabla L\|^{2}=n^{2}} |  | (2) |
| {\displaystyle \|\nabla L\|^{2}=n^{2}} |  | (2) |
Diese Näherung versagt an Kaustiken wie Brennflächen oder Brennlinien und auch an Brennpunkten, an denen {\displaystyle \nabla ^{2}L} groß wird. Auch an optischen Schattengrenzen wird {\displaystyle \nabla u} groß, so dass die geometrische Optik nicht mehr gilt und Beugungserscheinungen auftreten.
Der Einheitsvektor {\displaystyle {\vec {s}}} in der Richtung der Flächennormalen {\displaystyle L(x,y,z)={\text{konstant}}} ist proportional zum Gradienten {\displaystyle \nabla L(x,y,z)} des Eikonals {\displaystyle L}, und aus (2) folgt
| {\displaystyle n{\vec {s}}=\nabla L,\qquad \|{\vec {s}}\|=1} |  | (3) |
| {\displaystyle n{\vec {s}}=\nabla L,\qquad \|{\vec {s}}\|=1} |  | (3) |
Bei der Näherung braucht {\displaystyle n} nicht konstant zu sein. Daher kann man {\displaystyle n} als Ortsfunktion eines inhomogenen Mediums ansehen. Die Strahlen sind dann gekrümmt. Der Lichtweg von {\displaystyle P_{0}} nach {\displaystyle P} wird in jedem Fall durch das über einen Strahl erstreckte Linienintegral
{\displaystyle \int _{P_{0}}^{P}n{\text{d}}s=L(P)-L(P_{0})}
dargestellt. Das obige Integral ist wegunabhängig, da {\displaystyle n{\vec {s}}} nach (2) Gradient des Potentials {\displaystyle L} ist, denn {\displaystyle \nabla \times (n{\vec {s}})=\nabla \times \nabla L=0}.
Betrachtet man ein Einteilchensystem mit Koordinate {\displaystyle q}, Impuls {\displaystyle p} und potentieller Energie {\displaystyle E_{\text{pot}}}, deren Hamilton-Funktion {\displaystyle H={\textstyle {\frac {1}{2m}}}p^{2}+E_{\text{pot}}} eine Bewegungskonstante darstellt und der Gesamtenergie {\displaystyle E} entspricht, ergibt sich ein Zusammenhang zwischen der Hamiltonschen Wirkungsfunktion {\displaystyle S} und der charakteristischen Funktion {\displaystyle W} im Hamilton-Jacobi-Formalismus:
{\displaystyle S(q,p,t)=W(q,p)-Et}
Da die charakteristische Funktion {\displaystyle W} zeitunabhängig ist, bleiben Flächen mit konstantem {\displaystyle W} im Konfigurationsraum unverändert angeordnet.
Der Betrag des Gradienten von {\displaystyle W} wird durch die Hamilton-Jacobi-Gleichung bestimmt, die sich schreiben lässt als:
{\displaystyle {\frac {1}{2m}}(\nabla W)^{2}=E-E_{\text{pot}}\quad \Rightarrow \quad (\nabla W)^{2}=2m(E-E_{\text{pot}})}
Die Eikonalgleichung (2) der geometrischen Optik ist formal identisch mit der Hamilton-Jacobi-Gleichung der Mechanik. Dabei übernimmt die charakteristische Funktion {\displaystyle W} die gleiche Rolle wie das Eikonal {\displaystyle L} in der Optik, und {\displaystyle {\sqrt {2m(E-E_{\text{pot}})}}} entspricht einem Brechungsindex.
Die Hamilton-Jacobi-Gleichung beschreibt daher, dass die klassische Mechanik dem geometrischen Grenzfall einer Wellenbewegung entspricht. In dieser Analogie entsprechen die Lichtstrahlen, die senkrecht zu den Wellenfronten stehen, den klassischen Teilchenbahnen, die ihrerseits orthogonal zu den Flächen mit konstanter Wirkung {\displaystyle S} verlaufen.

## Lösungen der Eikonalgleichung
Ist {\displaystyle L(x,y,z)} eine Lösung der Eikonalgleichung (2), so werden die Flächen mit konstantem {\displaystyle L} zu Flächen konstanter optischer Phase und definieren damit die Wellenfronten. Die Strahlengänge stehen überall senkrecht auf den Wellenfronten und sind somit ebenfalls durch die Gleichung (2) bestimmt. In einem optisch homogenen Medium mit konstanter Brechzahl {\displaystyle n} ergeben sich folgende Lösungen von (2):
- Lösung mit geraden Linien:

{\displaystyle L=n(\alpha x+\beta y+\gamma z)\quad {\text{mit }}\alpha ^{2}+\beta ^{2}+\gamma ^{2}=1\quad {\text{und }}\nabla L=n\left({\begin{array}{c}\alpha \\\beta \\\gamma \end{array}}\right)}
Die Wellenfront des Eikonals {\displaystyle L} wird z. B. durch zwei Konstanten {\displaystyle \alpha } und {\displaystyle \beta } beschrieben und ist damit eine Ebene. Die Strahlen verlaufen als parallele Geraden in Richtung {\displaystyle \alpha } : {\displaystyle \beta } : {\displaystyle \gamma }.
- Lösung mit singulärem Punkt ist eine Kugelwelle mit geradem Strahlengang:

{\displaystyle L=nr\quad {\text{mit }}r={\sqrt {x^{2}+y^{2}+z^{2}}}\quad {\text{und }}\nabla L={\frac {n}{r}}\left({\begin{array}{c}x\\y\\z\end{array}}\right)}
- Lösung mit singulärer Linie ist eine Zylinderwelle mit geradem Strahlengang:

{\displaystyle L=n\rho \quad {\text{mit }}\rho ={\sqrt {x^{2}+y^{2}}}\quad {\text{und }}\nabla L={\frac {n}{\rho }}\left({\begin{array}{c}x\\y\end{array}}\right)}
- Eikonal einer Gradientenindexfaser:

Eine Gradientenindexfaser (GRIN-Faser) ist eine optische Faser, oder Lichtwellenleiter, bei der der Brechungsindex {\displaystyle n(\rho )} des Kerns nicht konstant ist, sondern radial von der Faserachse nach außen abnimmt. Tritt der Lichtstrahl an der Stirnseite in der Mitte mit einem Winkel von {\displaystyle \gamma _{0}} gegen die Faserachse ein, so bleibt er bei dieser zylindersymmetrischen Anordnung mit den Koordinaten {\displaystyle (\rho ,\phi ,z)} in der durch die Einheitsvektoren {\displaystyle {\vec {e}}_{\rho }} und {\displaystyle {\vec {e}}_{z}} gebildeten Ebene. Das Eikonal ist bei solchen Meridionalstrahlen unabhängig vom Winkel {\displaystyle \phi }. Mit dem Gradienten in Zylinderkoordinaten
{\displaystyle \nabla L={\frac {\partial L}{\partial \rho }}{\vec {e}}_{\rho }+{\frac {1}{\rho }}{\frac {\partial L}{\partial \phi }}{\vec {e}}_{\phi }+{\frac {\partial L}{\partial z}}{\vec {e}}_{z}}
schreibt sich die winkelunabhängige Eikonalgleichung (2):
{\displaystyle (\nabla L)^{2}=\left({\frac {\partial L}{\partial \rho }}\right)^{2}+\left({\frac {\partial L}{\partial z}}\right)^{2}=n^{2}(\rho )}
Durch Separation der Variablen {\displaystyle L(\rho ,z)=R(\rho )+Z(z)} mit der Konstanten {\displaystyle a}
{\displaystyle \left({\frac {\partial R}{\partial \rho }}\right)^{2}-n^{2}(\rho )=-a^{2}=-\left({\frac {\partial Z}{\partial z}}\right)^{2}}
bleiben die zwei Differentialgleichungen mit den Lösungen:
{\displaystyle {\begin{aligned}{\frac {\partial Z}{\partial z}}&=a\quad \Rightarrow \quad Z(z)=az\\{\frac {\partial R}{\partial \rho }}&={\sqrt {n^{2}(\rho )-a^{2}}}\quad \Rightarrow \quad R(\rho )=\int _{m}^{\rho }{\sqrt {n^{2}(\rho ')-a^{2}}}\,{\text{d}}\rho '\end{aligned}}}
Alle Integrationskonstanten sind in der unteren Grenze {\displaystyle m} des Integrals zusammengefasst. Das Eikonal einer Gradientenindexfaser lautet damit
| {\displaystyle \quad L(\rho ,z)=\int _{m}^{\rho }{\sqrt {n^{2}(\rho ')-a^{2}}}\,{\text{d}}\rho '+az} |  | (4) |
| {\displaystyle \quad L(\rho ,z)=\int _{m}^{\rho }{\sqrt {n^{2}(\rho ')-a^{2}}}\,{\text{d}}\rho '+az} |  | (4) |

- Lichtbahnen in einer Gradientenindexfaser:

Die vektorielle Eikonalgleichung (3) ermöglicht die Ermittlung der Lichtbahnen in einem Medium mit Brechungsindex {\displaystyle n}:
{\displaystyle n{\vec {s}}=\nabla L,\qquad |{\vec {s}}|=1}
Bei Unabhängigkeit vom Winkel {\displaystyle \phi } vereinfachen sich der Tangentenvektor
{\displaystyle {\vec {s}}={\frac {\partial \rho }{\partial s}}{\vec {e}}_{\rho }+\rho {\frac {\partial \phi }{\partial s}}{\vec {e}}_{\phi }+{\frac {\partial z}{\partial s}}{\vec {e}}_{z}={\frac {\partial \rho }{\partial s}}{\vec {e}}_{\rho }+{\frac {\partial z}{\partial s}}{\vec {e}}_{z}}
und der Gradient in Zylinderkoordinaten:
{\displaystyle \nabla L={\frac {\partial L}{\partial \rho }}{\vec {e}}_{\rho }+{\frac {1}{\rho }}{\frac {\partial L}{\partial \phi }}{\vec {e}}_{\phi }+{\frac {\partial L}{\partial z}}{\vec {e}}_{z}={\frac {\partial L}{\partial \rho }}{\vec {e}}_{\rho }+{\frac {\partial L}{\partial z}}{\vec {e}}_{z}}
Die vektorielle Eikonalgleichung (3) schreibt sich dann mit dem Eikonal einer Gradientenindexfaser nach (4)
{\displaystyle {\begin{aligned}n(\rho )\cdot {\frac {\partial \rho }{\partial s}}&={\frac {\partial L}{\partial \rho }}={\sqrt {n^{2}(\rho )-a^{2}}}\\n(\rho )\cdot {\frac {\partial z}{\partial s}}&={\frac {\partial L}{\partial z}}=a\end{aligned}}}
Bildet man den Quotienten beider Differentialgleichungen, so erhält man eine Lösung der Bahn {\displaystyle z(\rho )}:
{\displaystyle {\frac {\partial z}{\partial \rho }}={\frac {a}{\sqrt {n^{2}(\rho )-a^{2}}}}\quad \Rightarrow \quad z(\rho )=\int _{m}^{\rho }{\frac {a}{\sqrt {n^{2}(\rho ')-a^{2}}}}\,{\text{d}}\rho '}
Tritt ein Lichtstrahl in der Mitte der Gradientenindexfaser mit der Brechzahlverteilung {\displaystyle n(\rho )^{2}=n_{0}^{2}(1-\alpha ^{2}\rho ^{2})} mit dem Neigungswinkel {\displaystyle \gamma _{0}} gegen die Faserachse ein, so lautet die Anfangsbedingung {\displaystyle \partial z/\partial s=\cos \gamma _{0}} und die Konstante {\displaystyle a=n(\rho =0)\cos \gamma _{0}=n_{0}\cos \gamma _{0}}. Das Integral wird mit {\displaystyle \sin ^{2}\gamma _{0}=1-\cos ^{2}\gamma _{0}} zu:
{\displaystyle z(\rho )=\int _{m}^{\rho }{\frac {n_{0}\cos \gamma _{0}}{\sqrt {n_{0}^{2}(1-\alpha ^{2}\rho '^{2})-n_{0}^{2}\cos ^{2}\gamma _{0}}}}\,{\text{d}}\rho '=\int _{m}^{\rho }{\frac {\cos \gamma _{0}}{\sqrt {\sin ^{2}\gamma _{0}-\alpha ^{2}\rho '^{2}}}}\,{\text{d}}\rho '={\frac {\cos \gamma _{0}}{\alpha }}\int _{m}^{\rho }{\frac {1}{\sqrt {(\sin \gamma _{0}/\alpha )^{2}-\rho '^{2}}}}\,{\text{d}}\rho '={\frac {\cos \gamma _{0}}{\alpha }}\arcsin {\frac {\alpha z}{\sin \gamma _{0}}}}
Für den Radius des Lichtstrahls entlang der Faser beträgt damit:
{\displaystyle \rho (z)={\frac {\sin \gamma _{0}}{\alpha }}\,\sin {\frac {\alpha z}{\cos \gamma _{0}}}}
Dies führt dazu, dass die Lichtstrahlen innerhalb der Faser gebogen werden und sich auf einer sinusförmigen Bahn ausbreiten, anstatt wie bei Stufenindexfasern abrupt an der Kern-Mantel-Grenze reflektiert zu werden. Diese Eigenschaft ermöglicht eine geringere Dispersion und eine bessere Signalübertragung über größere Entfernungen im Vergleich zu Stufenindexfasern.

## Von der Eikonalgleichung zur Strahlengleichung der geometrischen Optik
Für den Strahlengang {\displaystyle {\vec {r}}(s)} eines Lichtstrahls wählt man zweckmäßigerweise den Parameter der Bogenlänge s
{\displaystyle \mathrm {d} s=|\mathrm {d} {\vec {r}}\,|={\sqrt {\mathrm {d} {\vec {r}}\cdot \mathrm {d} {\vec {r}}}}}
d. h. vom Startpunkt {\displaystyle {\vec {r}}_{0}} bis zum Punkt {\displaystyle {\vec {r}}} beträgt die Bogenlänge der Bahn
{\displaystyle s=\int _{{\vec {r}}_{0}}^{\vec {r}}\mathrm {d} s=\int _{{\vec {r}}_{0}}^{\vec {r}}{\sqrt {\mathrm {d} {\vec {r}}\cdot \mathrm {d} {\vec {r}}}}}
Damit ist der Tangentenvektor eine Einheitsvektor:
{\displaystyle {\vec {s}}={\frac {{\text{d}}{\vec {r}}}{{\text{d}}s}}=\left({\begin{array}{c}{\text{d}}x/{\text{d}}s\\{\text{d}}y/{\text{d}}s\\{\text{d}}z/{\text{d}}s\end{array}}\right)\qquad |{\vec {s}}|=\left|{\frac {{\text{d}}{\vec {r}}}{{\text{d}}s}}\right|=1}
Für ein beliebiges a gilt daher allgemein
{\displaystyle {\frac {{\text{d}}a}{{\text{d}}s}}={\frac {{\text{d}}x}{{\text{d}}s}}{\frac {{\text{d}}a}{{\text{d}}x}}+{\frac {{\text{d}}y}{{\text{d}}s}}{\frac {{\text{d}}a}{{\text{d}}y}}+{\frac {{\text{d}}z}{{\text{d}}s}}{\frac {{\text{d}}a}{{\text{d}}z}}={\vec {s}}\cdot \nabla a\qquad {\text{oder }}{\frac {{\text{d}}\,\,\,}{{\text{d}}s}}={\vec {s}}\cdot \nabla }
Eine weitere Ableitung der vektoriellen Eikonalgleichung (3) ergibt
{\displaystyle {\frac {{\text{d}}\,\,\,}{{\text{d}}s}}\left(n{\frac {{\text{d}}{\vec {r}}}{{\text{d}}s}}\right)={\frac {{\text{d}}\,\,\,}{{\text{d}}s}}(n{\vec {s}})={\frac {{\text{d}}\,\,\,}{{\text{d}}s}}\nabla L={\vec {s}}\cdot \nabla (\nabla L)={\frac {\nabla L}{n}}\cdot \nabla (\nabla L)={\frac {\nabla (\nabla L)^{2}}{2n}}={\frac {\nabla n^{2}}{2n}}=\nabla n}
Das ist die Strahlengleichung der geometrischen Optik:
| {\displaystyle {\frac {{\text{d}}\,\,\,}{{\text{d}}s}}\left(n{\frac {{\text{d}}{\vec {r}}}{{\text{d}}s}}\right)=\nabla n} |  | (5) |
| {\displaystyle {\frac {{\text{d}}\,\,\,}{{\text{d}}s}}\left(n{\frac {{\text{d}}{\vec {r}}}{{\text{d}}s}}\right)=\nabla n} |  | (5) |
Die Ableitung des Tangentenvektors {\displaystyle {\vec {s}}(s)} führt auf den zu ihm senkrechten Hauptnormalenvektor {\displaystyle {\vec {e}}_{\text{N}}(s)} (siehe auch die Frenetschen Formeln):
{\displaystyle {\vec {e}}_{\text{N}}(s)=\rho {\frac {{\text{d}}{\vec {s}}}{{\text{d}}s}}}
mit dem lokalen Krümmungsradius ρ > 0. Damit wird der Hauptnormalenvektor ein Einheitsvektor {\displaystyle |{\vec {e}}_{\text{N}}(s)|=1} und weist in Richtung des Kreismittelpunkt des Krümmungskreises der Kurve an der Stelle s. Bei Ausführung der Ableitungen in der Strahlengleichung (5) gilt:
{\displaystyle \nabla n={\frac {{\text{d}}\,\,\,}{{\text{d}}s}}(n{\vec {s}})={\frac {{\text{d}}n}{{\text{d}}s}}{\vec {s}}+n{\frac {{\text{d}}{\vec {s}}}{{\text{d}}s}}={\frac {{\text{d}}n}{{\text{d}}s}}{\vec {s}}+{\frac {n}{\rho }}{\vec {e}}_{\text{N}}}
Da der Hauptnormalenvektor {\displaystyle {\vec {e}}_{\text{N}}} senkrecht auf den Tangentenvektor {\displaystyle {\vec {s}}} des Lichtstrahls steht gilt {\displaystyle {\vec {e}}_{\text{N}}\cdot {\vec {s}}=0} und damit
{\displaystyle {\vec {e}}_{\text{N}}\cdot \nabla n={\frac {{\text{d}}n}{{\text{d}}s}}({\vec {e}}_{\text{N}}\cdot {\vec {s}})+{\frac {n}{\rho }}({\vec {e}}_{\text{N}}\cdot {\vec {e}}_{\text{N}})={\frac {n}{\rho }}>0}
Der Lichtstrahl krümmt sich immer in Richtung der maximalen Zunahme des Brechungsindexes n.

## Anwendungen der Strahlengleichung der geometrischen Optik

### Snellius'sches Brechungsgesetz

Schematische Darstellung zur Herleitung des Brechungsgesetzes

Für ein geschichtetes Medium hängt z. B. die Brechzahl n(z) nur von der Koordinate z ab. Die Strahlengleichung (5) für den Lichtstrahl {\displaystyle {\vec {r}}=(x,z(x))^{\top }} vereinfacht sich zu:
{\displaystyle {\begin{aligned}{\frac {{\text{d}}\,\,\,}{{\text{d}}s}}\left(n{\frac {{\text{d}}x}{{\text{d}}s}}\right)&={\frac {{\text{d}}n}{{\text{d}}x}}=0\quad \Rightarrow \quad n{\frac {{\text{d}}x}{{\text{d}}s}}=C\\{\frac {{\text{d}}\,\,\,}{{\text{d}}s}}\left(n{\frac {{\text{d}}z}{{\text{d}}s}}\right)&={\frac {{\text{d}}n}{{\text{d}}z}}\neq 0\end{aligned}}}
Für einen Lichtstrahl, der unter dem Winkel δ1 gegen die Senkrechte z auf die Grenzfläche trifft ist die Steigung gegen die Grenzfläche
{\displaystyle {\frac {{\text{d}}x}{{\text{d}}s}}=\cos({\text{90°}}-\delta _{1})=\sin \delta _{1}\quad \Rightarrow \quad C=n_{1}\cdot \sin \delta _{1}=n_{2}\cdot \sin \delta _{2}={\text{konstant}}}
Dies ist das Snellius'sche Brechungsgesetz. Trotz der Annahme, dass sich der Brechungsindex nur langsam ändern sollte, gilt dieses Gesetz auch an Grenzflächen, an denen sich der Brechungsindex sprunghaft ändert.

### Fata Morgana

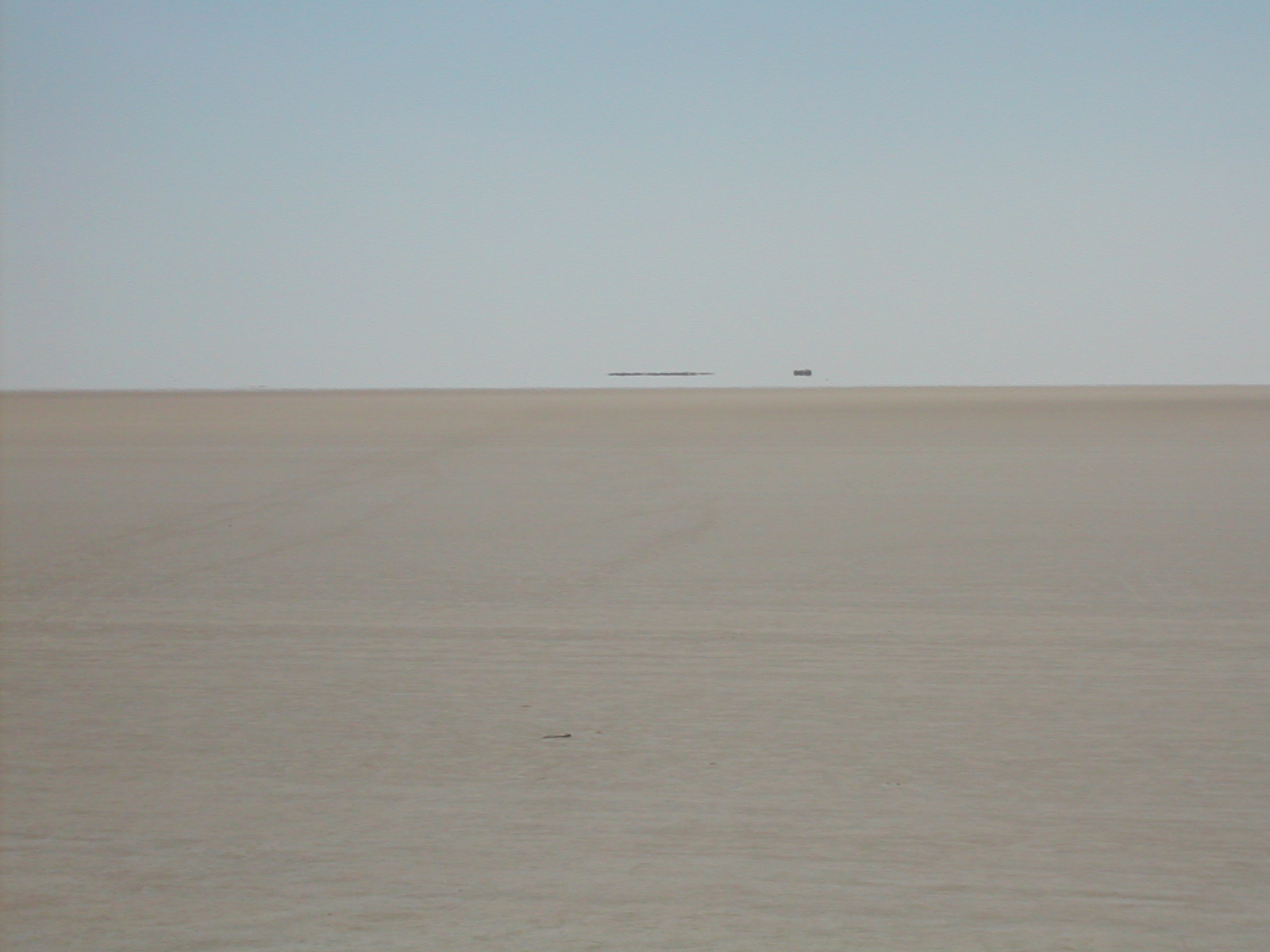
Fata Morgana am Chott el Djerid in Tunesien

Einfachste Fall ist eine lineare Abhängigkeit des Brechungsindex {\displaystyle n=n_{0}+\zeta z} von der Höhe z, wie dies bei der horizontal geschichteten Atmosphäre auftritt ({\displaystyle \zeta \ll 1}). Die Strahlengleichung (5) für den Lichtstrahl {\displaystyle {\vec {r}}=(x,z(x))^{\top }} lautet dann:
{\displaystyle {\begin{aligned}{\frac {{\text{d}}\,\,\,}{{\text{d}}s}}\left(n{\frac {{\text{d}}x}{{\text{d}}s}}\right)&={\frac {{\text{d}}n}{{\text{d}}x}}=0\quad \Rightarrow \quad n{\frac {{\text{d}}x}{{\text{d}}s}}=C\\{\frac {{\text{d}}\,\,\,}{{\text{d}}s}}\left(n{\frac {{\text{d}}z}{{\text{d}}s}}\right)&={\frac {{\text{d}}n}{{\text{d}}z}}=\zeta \end{aligned}}}
Für die Konstante kann man hier C = 1 setzen, denn damit wird nur die x-Koordinate skaliert. Für die Strahlengleichung der z-Koordinate gilt dann mit dx/ds=1/n:

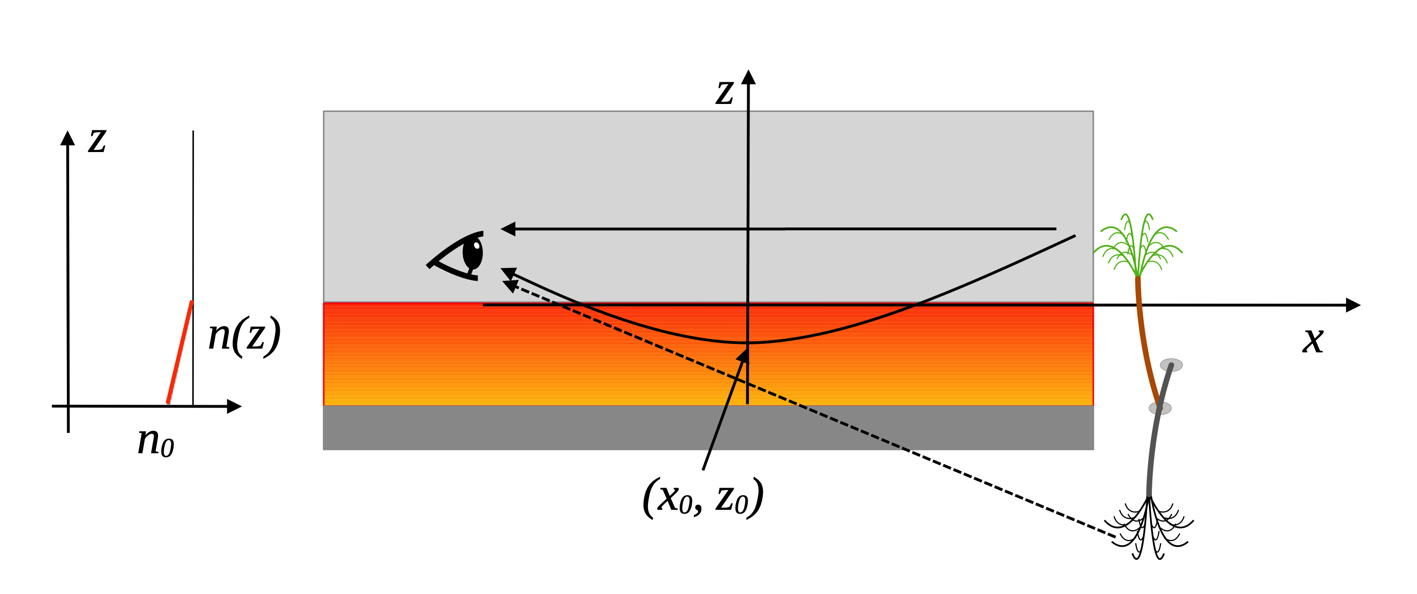
Lichtwege in einer Fata Morgana bei einem kontinuierlichen Übergang der Temperatur

{\displaystyle {\frac {{\text{d}}\,\,\,}{{\text{d}}s}}\left(n{\frac {{\text{d}}z}{{\text{d}}s}}\right)={\frac {{\text{d}}x}{{\text{d}}s}}{\frac {{\text{d}}\,\,\,}{{\text{d}}x}}\left(n{\frac {{\text{d}}x}{{\text{d}}s}}{\frac {{\text{d}}z}{{\text{d}}x}}\right)={\frac {1}{n}}{\frac {{\text{d}}^{2}z}{{\text{d}}x^{2}}}={\frac {{\text{d}}n}{{\text{d}}z}}=\zeta }
Mit {\displaystyle n{\frac {{\text{d}}n}{{\text{d}}z}}={\frac {1}{2}}{\frac {{\text{d}}n^{2}}{{\text{d}}z}}} und {\displaystyle n^{2}\approx n_{0}^{2}+2\zeta z} für {\displaystyle \zeta \ll 1} ergibt sich die Differentialgleichung
{\displaystyle {\frac {{\text{d}}^{2}z}{{\text{d}}x^{2}}}=n{\frac {{\text{d}}n}{{\text{d}}z}}={\frac {1}{2}}{\frac {{\text{d}}n^{2}}{{\text{d}}z}}=\zeta ,}
die leicht zu integrieren ist:
{\displaystyle z(x)={\textstyle {\frac {1}{2}}}\zeta (x-x_{0})^{2}+z_{0}}
Nimmt der Brechungsindex mit der Höhe zu (ζ > 1), was bei Luft über dem heißen Asphalt an einem Sommertag der Fall ist, so ist der Strahlenverlauf entlang eine nach oben geöffnete flache Parabel. Das ist bei einer unteren Fata Morgana der Fall.

### Gradientenindexfasern
In der optischen Kommunikationstechnik werden bestimmte Lichtwellenleiter, sogenannte Gradientenindexfasern, eingesetzt, deren Brechungsindex radial nach außen hin allmählich abnimmt. Bei Multimode-Fasern hat dies den Vorteil, dass die Dispersion der verschiedenen Moden geringer ist als bei Fasern mit einem stufenförmig abfallenden Brechungsindex. Um die durch das Brechzahlprofil verursachte Krümmung eines Lichtstrahls zu bestimmen, wird die Strahlengleichung (5) herangezogen. In der paraxialen Näherung ds {\displaystyle \approx } dz und unter Annahme einer zylindrisch symmetrischen Faser (ρ = (x2+y2)½, z) vereinfacht sich diese Gleichung erheblich:
{\displaystyle {\frac {{\text{d}}\,\,\,}{{\text{d}}z}}\left(n{\frac {{\text{d}}(\rho \,{\vec {e}}_{\rho })}{{\text{d}}z}}\right)={\frac {\partial n}{\partial \rho }}\,{\vec {e}}_{\rho }\quad \Rightarrow \quad {\frac {{\text{d}}\,\,\,}{{\text{d}}z}}\left(n{\frac {{\text{d}}\rho }{{\text{d}}z}}\right)={\frac {\partial n}{\partial \rho }}}
Für ein parabolisches Brechzahlprofil
{\displaystyle n(\rho )=\left\{{\begin{array}{ll}n_{1}\left[1-\Delta \cdot \left(\rho /a\right)^{2}\right]&\rho \leq a\\n_{2}&\rho \geq a\\\end{array}}\right.}
mit der Brechzahldifferenz Δ = (n1 - n2)/n1
bei dem der Brechungsindex von einem Maximalwert n1 bei  ρ = 0  auf n2 bei ρ = a abnimmt, ergibt sich eine Bewegungsgleichung, die der eines harmonischen Oszillators entspricht.
{\displaystyle {\frac {{\text{d}}^{2}\rho }{{\text{d}}z^{2}}}+{\frac {2\Delta }{a^{2}}}\,\rho =0}
Daraus lässt sich direkt ableiten, dass der Lichtstrahl Pendelbewegungen mit dem maximalen Ausschlag ρ0 = a um die Achse z ausführt, bei einer Anfangsbedingung von ρ(z=0) = 0:
{\displaystyle \rho (z)=\rho _{0}\sin {\sqrt {\frac {2\Delta }{a^{2}}}}\,z}

## Hamilton's charakteristische Funktion
William Rowan Hamilton verfolgt die Lichtstrahlen, die von einem Punkt P(x0,y0,z0) im Objektraum ausgehen. Dann konstruiert er die Fläche konstanten Lichtwegs
{\displaystyle L(x_{0},y_{0},z_{0};x_{1},y_{1},z_{1})=L(P_{0};P_{1})=\int _{P_{0}}^{P_{1}}n\,{\vec {s}}\cdot {\text{d}}{\vec {r}}={\text{konstant}}}
Als Funktion vom Anfangspunkt P(x0,y0,z0) im Objektraum zum Endpunkt P1(x1,y1,z1) im Bildraum ist L Hamilton's charakteristische Funktion. Als Funktion der Koordinaten {\displaystyle {\vec {r}}_{1}=} (x1,y1,z1) des Endpunkts P1(x1,y1,z1) genügt sie der Gleichung
| {\displaystyle n_{1}{\vec {s}}_{1}={\frac {\partial L}{\partial {\vec {r}}_{1}}}=\nabla _{1}L} |  | (6) |
| {\displaystyle n_{1}{\vec {s}}_{1}={\frac {\partial L}{\partial {\vec {r}}_{1}}}=\nabla _{1}L} |  | (6) |
mit den Nabla-Operator {\displaystyle \nabla _{1}=(\partial /\partial x_{1},\partial /\partial y_{1},\partial /\partial z_{1})}. Entsprechend der Bedeutung des Linienintegrals gilt für die Ableitung nach x0, y0, z0:
| {\displaystyle -n_{0}{\vec {s}}_{0}={\frac {\partial L}{\partial {\vec {r}}_{0}}}=\nabla _{0}L} |  | (7) |
| {\displaystyle -n_{0}{\vec {s}}_{0}={\frac {\partial L}{\partial {\vec {r}}_{0}}}=\nabla _{0}L} |  | (7) |
Zusammengefasst lautet beide Gleichungen (6) und (7)
| {\displaystyle {\text{d}}L=-n_{0}{\vec {s}}_{0}\cdot {\text{d}}{\vec {r}}_{0}+n_{1}{\vec {s}}_{1}\cdot {\text{d}}{\vec {r}}_{1}} |  | (8) |
| {\displaystyle {\text{d}}L=-n_{0}{\vec {s}}_{0}\cdot {\text{d}}{\vec {r}}_{0}+n_{1}{\vec {s}}_{1}\cdot {\text{d}}{\vec {r}}_{1}} |  | (8) |
Durch die Anwendung des Fermatschen Prinzips der extremalen Laufzeit, das Hamilton sein Prinzip der kleinsten Wirkung nannte, versuchte er, eine einzige Funktion zu finden, die jeden Weg durch ein optisches System charakterisiert. Da sie die Eingangsstrahlen den Ausgangsstrahlen zuordnete, war sie die allgemeinste Charakterisierung eines definierten optischen Systems.  Die charakteristische Funktion definiert Flächen mit konstanter Wirkung, deren Normalenvektoren die Strahlen des optischen Systems sind.

## Bruns-Eikonal
Eine ähnliche Funktion, die jeden Weg durch ein optisches System charakterisiert, fand Bruns später unabhängig von Hamilton. Das Bruns-Eikonal oder Brunssche Eikonal ist eine Funktion, die gemäß dem Fermatschen Prinzip den kürzesten Weg zwischen zwei durch optische Medien getrennten Punkten beschreibt. Sie wurde vom deutschen Mathematiker Heinrich Bruns 1895 veröffentlicht und in der Strahlenoptik benutzt. Der Name Eikonal stammt von Bruns, das Verfahren war aber schon William Rowan Hamilton bekannt, der es charakteristische Funktion nannte (Hamilton-Jacobi-Gleichung) und in Optik und Mechanik anwandte.
Man erhält den Ansatz von Bruns aus dem von Hamilton durch folgende Transformation. Auf einem Strahl wählt man zwei Punkte im Objektraum, {\displaystyle {\vec {a}}_{0}(\xi _{0},\eta _{0},\zeta _{0})} und {\displaystyle {\vec {r}}_{0}(x_{0},y_{0},z_{0})} im Abstand {\displaystyle {\rho }_{0}=|{\vec {r}}_{0}-{\vec {a}}_{0}|}, und zwei Punkte {\displaystyle {\vec {a}}_{1}(\xi _{1},\eta _{1},\zeta _{1})} und {\displaystyle {\vec {r}}_{1}(x_{1},y_{1},z_{1})} im Bildraum, im Abstand {\displaystyle {\rho }_{1}=|{\vec {r}}_{1}-{\vec {a}}_{1}|}; und zwar so
{\displaystyle {\begin{aligned}{\vec {r}}_{0}&={\vec {a}}_{0}+{\rho }_{0}{\vec {s}}_{0}\qquad {\text{mit}}\qquad {\text{d}}{\vec {r}}_{0}={\text{d}}{\vec {a}}_{0}+{\rho }_{0}{\text{d}}{\vec {s}}_{0}+{\vec {s}}_{0}{\text{d}}{\rho }_{0}\\{\vec {r}}_{1}&={\vec {a}}_{1}+{\rho }_{1}{\vec {s}}_{1}\qquad {\text{mit}}\qquad {\text{d}}{\vec {r}}_{1}={\text{d}}{\vec {a}}_{1}+{\rho }_{1}{\text{d}}{\vec {s}}_{1}+{\vec {s}}_{1}{\text{d}}{\rho }_{1}\end{aligned}}}
Eingesetzt in Gleichung (8) mit {\displaystyle {\vec {s}}_{0}^{2}={\vec {s}}_{1}^{2}=1} und {\displaystyle {\vec {s}}_{0}\cdot {\text{d}}{\vec {s}}_{0}={\vec {s}}_{1}\cdot {\text{d}}{\vec {s}}_{1}=0} erhält man
| {\displaystyle {\text{d}}L=-n_{0}({\vec {s}}_{0}\cdot {\text{d}}{\vec {a}}_{0}+{\text{d}}{\rho }_{0})+n_{1}({\vec {s}}_{1}\cdot {\text{d}}{\vec {a}}_{1}+{\text{d}}{\rho }_{1})} |  | (9) |
| {\displaystyle {\text{d}}L=-n_{0}({\vec {s}}_{0}\cdot {\text{d}}{\vec {a}}_{0}+{\text{d}}{\rho }_{0})+n_{1}({\vec {s}}_{1}\cdot {\text{d}}{\vec {a}}_{1}+{\text{d}}{\rho }_{1})} |  | (9) |
Wählt man {\displaystyle \xi _{0}=0} und {\displaystyle \xi _{1}=0} für die x-Koordinaten der Punkte {\displaystyle {\vec {a}}_{0}} und {\displaystyle {\vec {a}}_{1}}, so kann man statt {\displaystyle x_{0},y_{0},z_{0}} auch {\displaystyle \eta _{0},\zeta _{0},\rho _{0}} und an Stelle von {\displaystyle x_{1},y_{1},z_{1}} auch {\displaystyle \eta _{1},\zeta _{1},\rho _{1}} zur Bestimmung des Strahls einführen. Mit den Richtungskosinussen für {\displaystyle m_{0},p_{0},q_{0}} für {\displaystyle {\vec {s}}_{0}} und {\displaystyle m_{1},p_{1},q_{1}} für {\displaystyle {\vec {s}}_{1}} für die Einheitsstrahlvektoren erhält man aus (9): 
{\displaystyle {\text{d}}L={\text{d}}E-n_{0}{\text{d}}{\rho }_{0}+n_{1}{\text{d}}{\rho }_{1}}
mit
| {\displaystyle {\text{d}}E=-n_{0}(p_{0}{\text{d}}{\eta }_{0}+q_{0}{\text{d}}{\zeta }_{0})+n_{1}(p_{1}{\text{d}}{\eta }_{1}+q_{1}{\text{d}}{\zeta }_{1})} |  | (10) |
| {\displaystyle {\text{d}}E=-n_{0}(p_{0}{\text{d}}{\eta }_{0}+q_{0}{\text{d}}{\zeta }_{0})+n_{1}(p_{1}{\text{d}}{\eta }_{1}+q_{1}{\text{d}}{\zeta }_{1})} |  | (10) |
Fasst man also L als Funktion von {\displaystyle \eta _{0},\zeta _{0},\rho _{0}} und {\displaystyle \eta _{1},\zeta _{1},\rho _{1}} auf so gilt
{\displaystyle {\begin{aligned}{\frac {\partial L}{\partial \rho _{0}}}&=-n_{0}&{\frac {\partial L}{\partial \rho _{1}}}=-n_{1}\\{\frac {\partial L}{\partial \eta _{0}}}&={\frac {\partial E}{\partial \eta _{0}}}=-n_{0}p_{0}&{\frac {\partial L}{\partial \eta _{1}}}={\frac {\partial E}{\partial \eta _{1}}}=-n_{1}p_{1}\\{\frac {\partial L}{\partial \zeta _{0}}}&={\frac {\partial E}{\partial \zeta _{0}}}=-n_{0}q_{0}&{\frac {\partial L}{\partial \zeta _{1}}}={\frac {\partial E}{\partial \zeta _{1}}}=-n_{1}q_{1}\end{aligned}}}
wo E nach (10) als Funktion von {\displaystyle \eta _{0},\zeta _{0},\eta _{1},\zeta _{1}} allein angesehen werden kann. Diese Funktion {\displaystyle E(\eta _{0},\zeta _{0},\eta _{1},\zeta _{1})} hat Bruns Eikonal genannt. Sie ist an keine Differentialgleichung mehr gebunden; denn die Gleichung {\displaystyle (\nabla L)^{2}=n^{2}} angewandt auf Anfangs- und Endpunkt ist gleich bedeutend mit
{\displaystyle {\frac {\partial L}{\partial \rho _{0}}}=-n_{0}\qquad {\text{und}}\qquad {\frac {\partial L}{\partial \rho _{1}}}=-n_{1}}
was nach der obigen Gleichung keine Bedingung für der Bruns-Eikonal E darstellt.
Das Bruns-Eikonal wird bei akustischen Wellen und anderen Wellenphänomenen angewendet, z. B. in der Seismologie zur Berechnung der Ausbreitung seismischer Wellen.

## Winkeleikonal

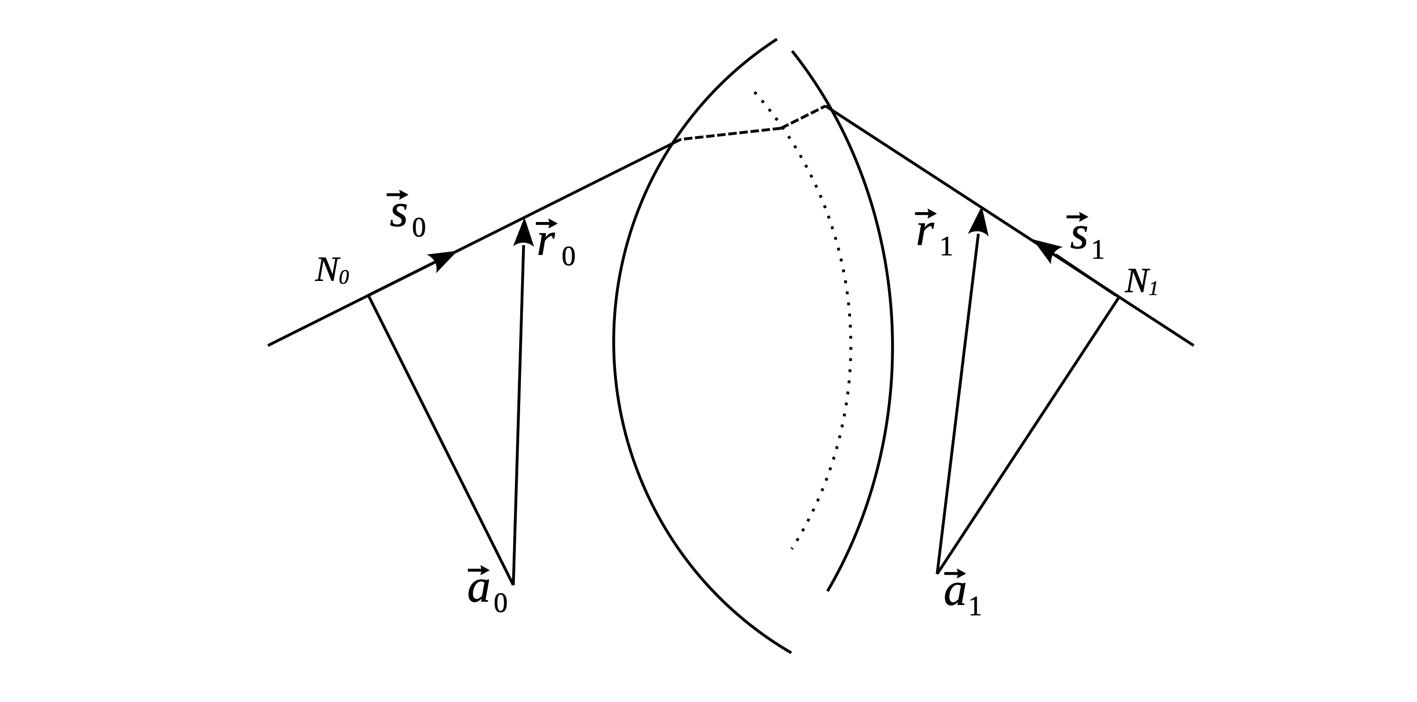
Skizze zum Winkeleikonal

Karl Schwarzschild führte anstelle der Koordinaten zweier Punkte die Richtungskomponenten zweier Strahlen als unabhängige Variablen ein. Dies wird durch die Einführung einer neuen Funktion V mit Hilfe der Legendre-Transformation erreicht.
Gegeben seien zwei feste Punkte {\displaystyle {\vec {a}}_{0}} und {\displaystyle {\vec {a}}_{1}}, die sich beispielsweise im Objektraum und im Bildraum befinden. Die Funktion V wird definiert als:
{\displaystyle V=L+n_{0}({\vec {r}}_{0}-{\vec {a}}_{0})\cdot {\vec {s}}_{0}-n_{1}({\vec {r}}_{1}-{\vec {a}}_{1})\cdot {\vec {s}}_{1}}
Es lässt sich zeigen, dass V allein als Funktion der Komponenten von {\displaystyle {\vec {s}}_{0}} und {\displaystyle {\vec {s}}_{1}} aufgefasst werden kann. Aus der Beziehung (7)
{\displaystyle \mathrm {d} L=-n_{0}{\vec {s}}_{0}\cdot \mathrm {d} {\vec {r}}_{0}+n_{1}{\vec {s}}_{1}\cdot \mathrm {d} {\vec {r}}_{1}}
ergibt sich
{\displaystyle {\begin{aligned}\mathrm {d} V&=\mathrm {d} L+n_{0}\mathrm {d} ({\vec {r}}_{0}-{\vec {a}}_{0})\cdot {\vec {s}}_{0}+n_{0}({\vec {r}}_{0}-{\vec {a}}_{0})\cdot \mathrm {d} {\vec {s}}_{0}-n_{1}\mathrm {d} ({\vec {r}}_{1}-{\vec {a}}_{1})\cdot {\vec {s}}_{1}-n_{1}({\vec {r}}_{1}-{\vec {a}}_{1})\cdot \mathrm {d} {\vec {s}}_{1}\\&=-n_{0}{\vec {s}}_{0}\cdot \mathrm {d} {\vec {r}}_{0}+n_{1}{\vec {s}}_{1}\cdot \mathrm {d} {\vec {r}}_{1}+n_{0}\mathrm {d} {\vec {r}}_{0}\cdot {\vec {s}}_{0}+n_{0}({\vec {r}}_{0}-{\vec {a}}_{0})\cdot \mathrm {d} {\vec {s}}_{0}-n_{1}\mathrm {d} {\vec {r}}_{1}\cdot {\vec {s}}_{1}-n_{1}({\vec {r}}_{1}-{\vec {a}}_{1})\cdot \mathrm {d} {\vec {s}}_{1}\\\mathrm {d} V&=n_{0}({\vec {r}}_{0}-{\vec {a}}_{0})\cdot \mathrm {d} {\vec {s}}_{0}-n_{1}({\vec {r}}_{1}-{\vec {a}}_{1})\cdot \mathrm {d} {\vec {s}}_{1}\end{aligned}}}
Die Funktion V ist nicht mehr an eine Differentialgleichung gebunden. Die Eikonalgleichung (2) der geometrischen Optik
{\displaystyle |\nabla L|^{2}=n^{2},}
die L für Anfangs- und Endpunkte erfüllt, reduziert sich darauf, dass {\displaystyle {\vec {s}}_{0}^{2}=1} und {\displaystyle {\vec {s}}_{1}^{2}=1} gilt. Diese Bedingungen beziehen sich nun direkt auf die unabhängigen Variablen.
Für die Richtungskomponenten von {\displaystyle {\vec {s}}_{0}} und {\displaystyle {\vec {s}}_{1}} setzt man {\displaystyle (m_{0},p_{0},q_{0})} bzw. {\displaystyle (m_{1},p_{1},q_{1})}. Durch Eliminieren von {\displaystyle m_{0}} und {\displaystyle m_{1}} erhält man die Funktion
{\displaystyle W(p_{0},q_{0};p_{1},q_{1})=V\left({\sqrt {1-p_{0}^{2}-q_{0}^{2}}},p_{0},q_{0};{\sqrt {1-p_{1}^{2}-q_{1}^{2}}},p_{1},q_{1}\right),}
die als Schwarzschildsches Winkeleikonal bezeichnet wird.
Geometrische Interpretation von V und W:
Die Größe {\displaystyle ({\vec {r}}_{0}-{\vec {a}}_{0})\cdot {\vec {s}}_{0}} repräsentiert die Projektion des Vektors {\displaystyle ({\vec {r}}_{0}-{\vec {a}}_{0})} entlang der Richtung {\displaystyle {\vec {s}}_{0}}. Analog gilt dies für {\displaystyle ({\vec {r}}_{1}-{\vec {a}}_{1})\cdot {\vec {s}}_{1}}. Betrachtet man die Fußpunkte {\displaystyle N_{0}} und {\displaystyle N_{1}} der Normalen von {\displaystyle {\vec {a}}_{0}} und {\displaystyle {\vec {a}}_{1}} auf den Strahl mit den Richtungen {\displaystyle {\vec {s}}_{0}} bzw. {\displaystyle {\vec {s}}_{1}}, so beschreibt V die optische Weglänge zwischen {\displaystyle N_{0}} und {\displaystyle N_{1}}.
Dementsprechend kann W als die optische Weglänge zwischen den Fußpunkten {\displaystyle N_{0}} und {\displaystyle N_{1}} definiert werden. Diese Funktion besitzt eine Minimaleigenschaft, die der von L entspricht: L ist die minimale optische Weglänge zwischen zwei Punkten {\displaystyle P_{0}} und {\displaystyle P_{1}} entlang des realen Strahls im Vergleich zu beliebigen Nachbarkurven durch diese Punkte.

## Herleitung der Eikonal-Gleichung der Akustik
Nachfolgend soll die Eikonalgleichung als Hochfrequenzapproximation der akustischen Wellengleichung hergeleitet werden. In der Quantenmechanik wird ein ähnliches Verfahren verwendet, die semiklassische WKB-Näherung.
Wir gehen also von der akustischen Wellengleichung mit dem Druck {\displaystyle p}, dem Ortsvektor {\displaystyle {\vec {x}}}, der ortsabhängigen Ausbreitungsgeschwindigkeit {\displaystyle c=c({\vec {x}})} und konstanter Dichte aus
{\displaystyle \nabla ^{2}p-{\frac {1}{c^{2}}}{\frac {\partial ^{2}p}{\partial t^{2}}}=0}
Gesucht ist ein zeitlich harmonischer Hochfrequenzansatz, für den eine
frequenz- und zeitunabhängige Amplitude {\displaystyle P({\vec {x}})} und die Laufzeitfunktion {\displaystyle \phi ({\vec {x}})}
angenommen werden kann. Sie hat die Form
{\displaystyle p({\vec {x}},t)=P({\vec {x}})e^{\mathrm {i} \omega (t-\phi ({\vec {x}}))}}
Zunächst berechnet man die Zeitableitungen der Wellengleichung:
{\displaystyle {\frac {\partial p}{\partial t}}=\mathrm {i} \omega P({\vec {x}})e^{i\omega (t-\phi ({\vec {x}}))};\quad {\frac {\partial ^{2}p}{\partial t^{2}}}=-\omega ^{2}P({\vec {x}})e^{i\omega (t-\phi ({\vec {x}}))}}
Nun folgen die Ortsableitungen:
{\displaystyle \nabla p=\nabla Pe^{\mathrm {i} \omega (t-\phi ({\vec {x}}))}-\mathrm {i} \omega Pe^{\mathrm {i} \omega (t-\phi ({\vec {x}}))}\nabla \phi =(\nabla P-\mathrm {i} \omega P\nabla \phi )e^{\mathrm {i} \omega (t-\phi ({\vec {x}}))}}
Wegen der vektoriellen Identität {\displaystyle \nabla \cdot \left(a({\vec {x}}){\vec {b}}({\vec {x}})\right)=\nabla a({\vec {x}})\cdot {\vec {b}}({\vec {x}})\ +a({\vec {x}})\nabla \cdot {\vec {b}}({\vec {x}})} gilt weiter:
{\displaystyle \nabla ^{2}p=\nabla \cdot \nabla p}
{\displaystyle =\nabla \cdot (\nabla P-\mathrm {i} \omega P\nabla \phi )e^{\mathrm {i} \omega (t-\phi ({\vec {x}}))}+(\nabla P-\mathrm {i} \omega P\nabla \phi )\cdot \nabla e^{\mathrm {i} \omega (t-\phi ({\vec {x}}))}}
{\displaystyle =\left(\nabla ^{2}P-\mathrm {i} \omega \nabla P\cdot \nabla \phi -\mathrm {i} \omega P\nabla ^{2}\phi -\mathrm {i} \omega (\nabla P-\mathrm {i} \omega P\nabla \phi )\cdot \nabla \phi \right)e^{\mathrm {i} \omega (t-\phi ({\vec {x}}))}}
{\displaystyle =\left(\nabla ^{2}P-2\mathrm {i} \omega \nabla P\cdot \nabla \phi -\mathrm {i} \omega P\nabla ^{2}\phi -\omega ^{2}P(\nabla \phi )^{2}\right)e^{\mathrm {i} \omega (t-\phi ({\vec {x}}))}}
Die beiden Ableitungen in die Wellengleichung eingesetzt ergeben nach Division durch {\displaystyle e^{\mathrm {i} \omega (t-\phi ({\vec {x}}))}}
{\displaystyle -\omega ^{2}P\left((\nabla \phi )^{2}-{\frac {1}{c^{2}}}\right)-\mathrm {i} \omega \left(2\nabla P\cdot \nabla \phi +P\nabla ^{2}\phi \right)+\nabla ^{2}P=0.}
Eine Division durch {\displaystyle -\omega ^{2}P} führt dann zu
{\displaystyle \left((\nabla \phi )^{2}-{\frac {1}{c^{2}}}\right)+{\frac {\mathrm {i} }{\omega P}}\left(2\nabla P\cdot \nabla \phi +P\nabla ^{2}\phi \right)-{\frac {1}{\omega ^{2}P}}\left(\nabla ^{2}P\right)=0.}
Da Real- und Imaginärteil der Gleichung unabhängig voneinander gleich null sein müssen, folgt:
{\displaystyle \left((\nabla \phi )^{2}-{\frac {1}{c^{2}}}\right)-{\frac {1}{\omega ^{2}P}}\left(\nabla ^{2}P\right)=0}
Bei der Näherung geht man davon aus, dass die Amplitude {\displaystyle P} nur schwach ortsabhängig, {\displaystyle \nabla ^{2}P} also beschränkt ist. Da gleichzeitig weder die Laufzeit {\displaystyle \phi } noch die Amplitude {\displaystyle P} frequenzabhängig sind, ist der zweite Term für sehr hohe Frequenzen klein gegenüber dem ersten Term und die Gleichung vereinfacht sich auf:
{\displaystyle \left(\nabla \phi \right)^{2}={\frac {1}{c^{2}}}}
Die Lösung {\displaystyle \phi ({\vec {x}})} der Eikonalgleichung ordnet jedem Punkt im Ortsraum die Laufzeit der Welle zu. Linien gleicher Laufzeit lassen sich entsprechend als Wellenfronten interpretieren.